# Battaglia di Koh Chang
La battaglia di Koh Chang venne combattuta il 17 gennaio 1941 al largo dell'isola omonima nelle acque orientali del Golfo del Siam. La battaglia vide contrapporsi una squadra navale della Marine nationale francese e una formazione di navi della Marina militare thailandese, e fu lo scontro navale più cruento verificatosi durante la breve guerra franco-thailandese.
La flotta francese sorprese le navi thailandesi alle prime luci dell'alba mentre si trovavano ferme all'ancora; nel corso di uno scontro durato due ore, i francesi colarono a picco due torpediniere e una corazzata costiera thailandesi in un duello di artiglieria, sfuggendo poi a vari attacchi aerei nemici e rientrando alla base senza perdite.

## Antefatti
La resa della Francia alla Germania nazista il 22 giugno 1940 aprì un periodo di caos nel vasto Impero coloniale francese: mentre il governo francese di Philippe Pétain insediato a Vichy tentava di consolidare la sua autorità, da Londra dove si era rifugiato il generale Charles de Gaulle si era rifiutato di accettare la resa e aveva invitato i francesi a continuare a combattere a fianco degli Alleati, dando vita al movimento della Francia libera. I vari governatori coloniali si erano quindi ritrovati spaccati circa la fedeltà da mostrare al governo di Vichy o ai francesi liberi di De Gaulle.
Particolarmente critica era la situazione nell'Indocina francese, dove oltre ai dissidi interni ai francesi a rappresentare una minaccia erano le ambizioni territoriali sulla colonia di due potenze regionali, l'Impero giapponese e il Regno di Thailandia. I primi a muoversi furono i giapponesi: il porto di Haiphong nel nord dell'Indocina era una via di rifornimento privilegiata per le forze cinesi del Kuomintang, impegnate da anni in una dura guerra con il Giappone, mentre le basi aeree e navali della regione erano strategiche per i piani di attacco nipponici contro le colonie europee del Sud-est asiatico. Approfittando della debolezza della Francia, nel luglio 1940 i giapponesi avanzarono pressanti richieste agli amministratori coloniali di Saigon, dove l'ammiraglio Jean Decoux, fedele a Pétain, era appena subentrato come governatore dell'Indocina al generale Georges Catroux, sollevato dall'incarico perché in contrasto con Vichy e presto aderente alla Francia libera di De Gaulle. Tra il 22 e il 26 settembre 1940 scontri presero vita dopo che truppe giapponesi penetrarono nel Tonchino dal confine con la Cina e sbarcarono nei pressi di Haiphong, azioni conclusesi con la resa delle locali guarnigioni francesi; Decoux dovette piegarsi alle richieste di Tokyo e, in cambio di un formale riconoscimento della sovranità francese sull'Indocina, alle truppe giapponesi venne concesso l'uso del porto di Haiphong e di tre basi aeree nel Tonchino.
L'umiliazione politico-militare inferta alla Francia dal Giappone rinfocolò le ambizioni della Thailandia, dove il locale governo nazionalista del dittatore Plaek Phibunsongkhram, simpatizzante dei giapponesi, era più che intenzionato a portare avanti le tradizionali rivendicazioni thailandesi su alcune regioni del Laos e della Cambogia, già parte del Regno del Siam ma annesse negli anni all'Indocina francese. Mentre a Bangkok le dimostrazioni di piazza inneggiavano alla riconquista dei territori perduti, vari incidenti di frontiera prendevano vita lungo il confine tracciato dal fiume Mekong, incidenti tramutatisi nell'ottobre 1940 in vere e proprie incursioni armate di reparti thailandesi contro le guarnigioni di frontiera francesi. Senza alcuna formale dichiarazione di guerra, in dicembre i thailandesi diedero vita a un'invasione vera e propria, occupando varie zone del Laos e della Cambogia mentre le loro superiori forze aeree sferravano bombardamenti in profondità contro le basi francesi di Vientiane, Phnom Penh e Battambang. Per l'inizio di gennaio 1941 Decoux progettò quindi una vasta controffensiva contro i reparti invasori, volta a riconquistare i territori perduti e porre rapidamente fine al conflitto arrivando a minacciare la capitale thailandese; l'azione dei reparti a terra doveva però essere sostenuta neutralizzando le forze navali thailandesi che presidiavano l'accesso al Golfo del Siam.

## Le forze in campo

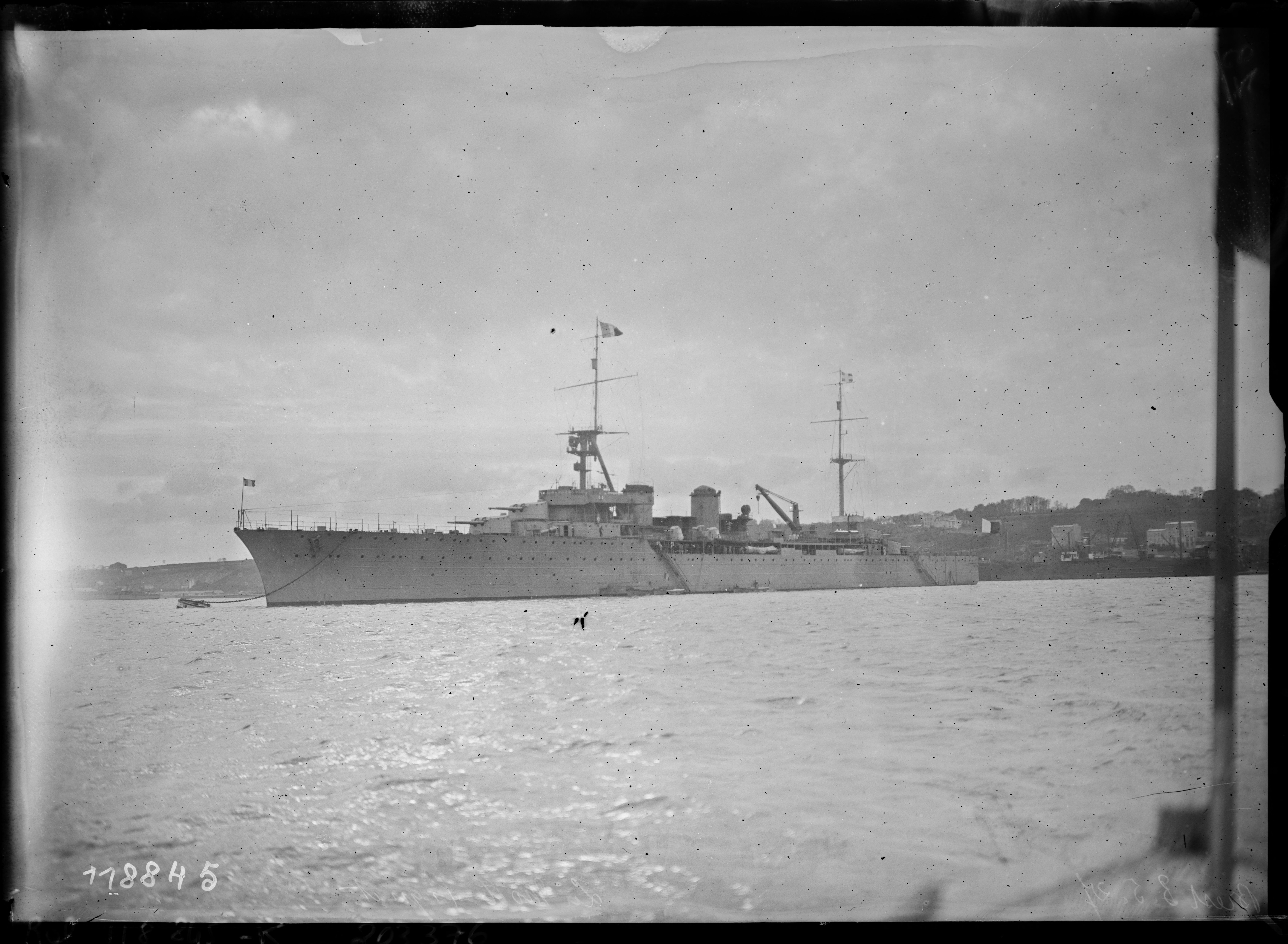
L'incrociatore Lamotte-Picquet, qui fotografato in porto a Brest nel 1927

Il 15 gennaio 1941 Decoux incaricò il contrammiraglio Jules Terraux, comandante in capo delle forze navali francesi in Indocina, di mettere assieme un Groupe Naval Occasionnel (letteralmente "Gruppo navale occasionale", ovvero una task force) con cui condurre l'incursione nel Golfo del Siam; le risorse a disposizione dei francesi in Indocina nel gennaio 1941 erano tuttavia ridotte.
L'unità di maggior tonnellaggio della squadra navale francese dell'Indocina era l'incrociatore leggero Lamotte-Picquet, unità classe Duguay-Trouin ormai piuttosto anziana (era stata varata nel 1924) ma bene armata con otto cannoni da 155 mm, quattro pezzi antiaerei da 75 mm e dodici lanciasiluri da 550 mm. Vi erano poi due moderni avvisi coloniali della classe Bougainville, il Dumont d'Urville e l'Amiral Charner, non molto veloci ma armati con tre cannoni da 138 mm e quattro pezzi antiaerei da 37 mm; furono poi aggiunte al gruppo due piccole cannoniere (o avvisi): la Tahure, armata con due pezzi da 138 mm e uno da 75 mm, e la Marne, equipaggiata di due cannoni da 100 mm e due da 65 mm. Il comando del gruppo fu affidato al capitano di vascello Régis Bérenger, ufficiale comandante del Lamotte-Picquet.
La marina militare thailandese (Kongthap Ruea Thai) era stata interessata a partire dal 1935 da un ampio programma di ammodernamento, volto a incrementarne la forza sia sotto il profilo qualitativo che quantitativo tramite l'acquisizione di naviglio di nuova costruzione ordinato ai cantieri navali giapponesi e italiani. Nel 1941 la flotta thailandese possedeva quindi di un nucleo di unità moderne, poste sotto il comando del commodoro Luang Sangwornyuttakij: le due corazzate costiere classe Sri Ayuthia, unità di medie dimensioni ma dotate di robusta corazzatura e pesantemente armate con quattro cannoni da 200 mm e quattro pezzi antiaerei da 76 mm, i due avvisi scorta (o piccoli incrociatori) classe Tachin equipaggiati di quattro cannoni da 120 mm e quattro lanciasiluri da 450 mm, dodici torpediniere (le nove classe Trad di costruzione italiana, unità piccole armate di tre pezzi da 76 mm e sei tubi lanciasiluri da 450 mm, e le tre più grosse classe Kantang di origine nipponica, dotate di due cannoni da 102 mm, uno da 76 mm e quattro lanciasiluri da 450 mm), quattro sommergibili costieri della classe Vilun (con un cannone da 76 mm e quattro lanciasiluri da 450 mm) e due moderni posamine (classe Bangrachan); vi erano poi varie altre unità più obsolete ma ancora in servizio.

## La battaglia

### I francesi si avvicinano

Mappa della battaglia con movimenti delle due squadre navali

Bérenger lasciò la Baia di Cam Ranh con il Lamotte-Picquet la mattina del 15 gennaio per fare rifornimento di carburante, ricongiungendosi alle altre unità del Groupe Occasionnel quella sera stessa alle isole Côn Đảo; intorno alle 21:00 la formazione diresse quindi alla volta del Golfo del Siam alla velocità abbastanza ridotta di 13,5 nodi, la massima andatura possibile per i due avvisi classe Bougainville. La mattina del 16 gennaio velivoli francesi iniziarono a esplorare le acque del golfo, individuando due concentramenti navali thailandesi: al largo di Sattahip, il capo orientale della baia di Bangkok, furono avvistate una delle corazzate costiere classe Sri Ayuthia, quattro torpediniere, due sommergibili e due unità navali leggere; più a est presso l'isola di Ko Chang, la maggiore di un arcipelago situato al confine cambogiano-thailandese, furono invece avvistate la seconda corazzata classe Sri Ayuthia accompagnata da tre torpediniere.
Bérenger decise sferrare un attacco al gruppo navale ancorato vicino Ko Chang, avvicinandosi con il favore del buio per evitare la ricognizione aerea thailandese e colpendo quindi alle prime luci del 17 gennaio. Secondo le sue disposizioni, la formazione francese si sarebbe avvicinata da sud-ovest suddivisa in tre gruppi: le cannoniere Marne e Tahure avrebbero diretto verso il braccio di mare tra Koh Chang e l'isola di Koh Kra, gli avvisi Dumont d'Urville e Amiral Charner si sarebbero spinti tra le isole di Koh Kra e Koh Klum e il Lamotte-Picque tra Koh Klum e l'isolotto di Koh Chan. Non appena la visibilità lo avesse permesso, le unità francesi avrebbero dovuto aprire il fuoco: al maggior calibro e gittata dei cannoni della corazzata thailandese i francesi potevano opporre un maggior numero di pezzi di grosso calibro e una maggiore velocità di tiro.
Mentre le unità del Groupe Occasionnel dirigevano sull'obiettivo, alle 06:05 un idrovolante Loire 130 francese decollato dalla base cambogiana di Réam compì un'ultima ricognizione delle acque attorno Koh Chang: accolto da un pesante fuoco antiaereo dei thailandesi al quale tuttavia sfuggì senza danni (i thailandesi ritennero tuttavia di averlo abbattuto), il velivolo riferì della presenza vicino all'isola non di una ma di tutte e due le corazzate costiere classe Sri Ayuthia, oltre che di tre torpediniere; questa notizia complicava non poco i rapporti di forza per i francesi, ma Bérenger decise di continuare con il piano stabilito. In realtà a Koh Chang si trovava una sola delle corazzate, la Dhonburi, ancorata sul lato orientale dell'isola in compagnia del piccolo cacciasommergibili (o guardacoste) Theiw Uthok e del posamine Nong Sarai (probabilmente scambiato dal velivolo francese per la seconda corazzata); più a sud si trovavano ancorate le piccole torpediniere Chomburi e Songkla, mentre la torpediniera Trad aveva appena lasciato il gruppo per rientrare a Sattahip e la pari tipo Rayong era stata distaccata per pattugliare le acque a nord di Koh Chang.

### Inizia la battaglia

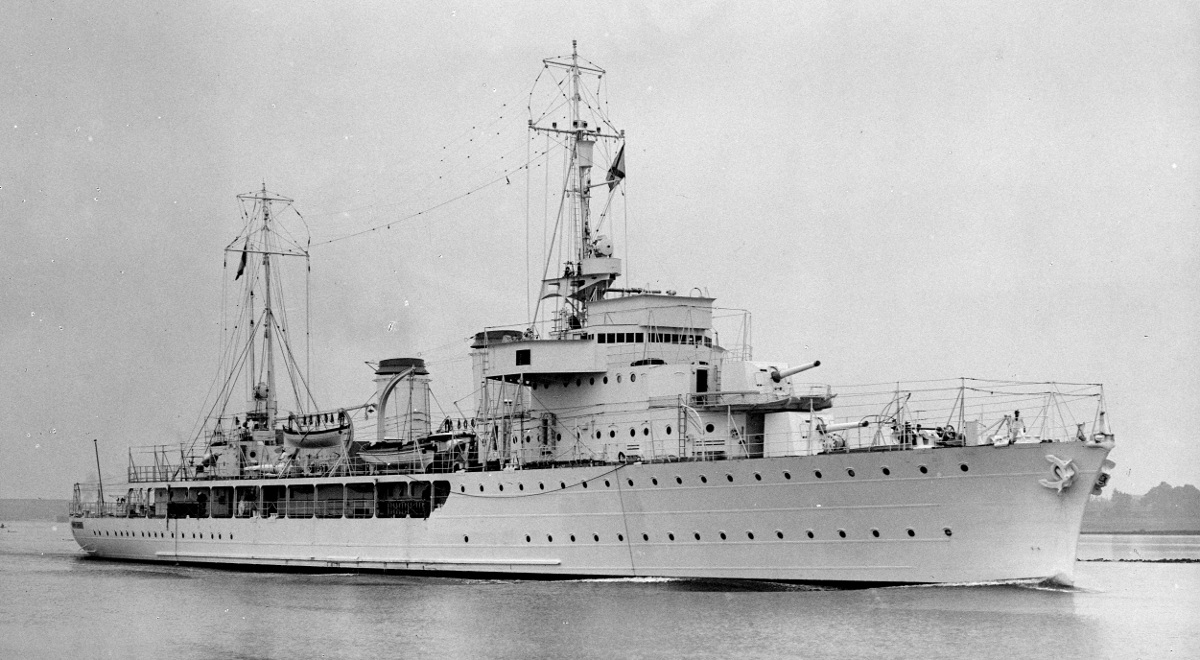
L'avviso francese Amiral Charner

Con mare calmo e cielo limpido, alle 06:14 le due torpediniere thailandesi che stazionavano a sud di Koh Chang avvistarono le navi francesi, che si delineavano perfettamente lungo l'orizzonte; colte completamente di sorpresa, le navi thailandesi non potevano muoversi perché le caldaie erano state spente per la notte, ma aprirono comunque il tiro con i loro cannoni da 76 mm contro la sezione formata dal Dumont d'Urville e dall'Amiral Charner, i quali risposero immediatamente al fuoco da una distanza di 12 500 metri. Il contorno delle navi thailandesi si confondeva con quello della costa dell'isola, ancora in ombra, ma i francesi regolarono il tiro sulle vampate dei cannoni delle unità nemiche; alle 06:19 il Lamotte-Picquet si unì al combattimento sparando con i suoi pezzi da 155 mm da una distanza di 10 000 metri, facendo seguire poi una salva di tre siluri.
Centrato rapidamente uno dei bersagli, che esplose e affondò alzando una lunga colonna di fumo, tra le 06:25 e le 06:35 il Lamotte-Picquet serrò le distanze e aprì il fuoco anche con i pezzi da 75 mm riducendo ben presto a mal partito anche la seconda torpediniera thailandese; alle 06:37 anche le cannoniere Marne e Tahure si avvicinarono per dare il colpo di grazia all'unità nemica, che intorno alle 07:00 si capovolse e affondò con la chiglia in alto.
Vi fu una certa confusione tra i francesi circa il numero dei bersagli ingaggiati. Secondo il futuro contrammiraglio Paul Romé, all'epoca imbarcato sulla Lamotte-Picquet come guardiamarina, la prima salva dell'incrociatore centrò un posto di osservazione telefonico thailandese situato a terra, le cui antenne erano state scambiate dal direttore di tiro per gli alberi di una nave nemica; questo fece inizialmente ritenere ai francesi di aver affondato una terza torpediniera, identificata nella Trad. L'unità in realtà era stata distaccata dal gruppo prima della battaglia e non prese minimamente parte allo scontro.

### L'affondamento dellaDhonburi
Lasciate le cannoniere a finire le torpediniere nemiche, Bérenger fece inoltrare il Lamotte-Picquet e i due avvisi più all'interno del dedalo di isole per dare la caccia alla corazzata thailandese. Le cannonate del primo scontro avevano messo in allarme il comandante Luang Phrom Viraphan della Dhonburi, e l'unità si era messa subito in moto in direzione sud grazie alla sua propulsione basata su motori diesel; il posamine Nong Sarai, ancora carico di ordigni da depositare, fu invece fatto prudentemente allontanare verso nord sotto la scorta del Theiw Uthok.

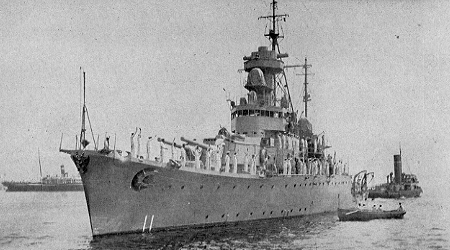
La corazzata costiera Dhonburi fotografata a Yokohama nel 1938

Alle 06:38 il Lamotte-Picquet avvistò la corazzata in direzione nord-est attraverso un gruppo di isole e isolotti, e aprì il fuoco con i suoi pezzi da 155 mm da una distanza di 4 000 metri; due minuti dopo anche la Dhonburi prese di mira l'incrociatore con i suoi pezzi da 200 mm. L'unità thailandese cercò di ostacolare il tiro dei francesi nascondendosi dietro le isole, ma una delle prime salve del Lamotte-Picquet colpì la Dhonburi danneggiandone il sistema di governo e l'apparato motore, oltre a uccidere sul colpo il comandante Phrom Viraphan. Costretto a evoluire alla velocità di 27 nodi per evitare le bordate della Dhonburi, Bérenger dovette però interrompere l'azione per paura di incagliare il Lamotte-Picquet nei bassi fondali delle isole, sconosciuti ai francesi, e l'incrociatore si allontanò dall'avversario dirigendo verso ovest non rinunciando, comunque, a far partire qualche altra salva non appena la corazzata faceva capolino tra un isolotto e l'altro.
Alle 07:15 gli avvisi Dumont d'Urville e Amiral Charner serrarono le distanze e ingaggiarono la Dhonburi con i loro pezzi da 138 mm; per proteggerli dal tiro di risposta del nemico il Lamotte-Picquet si frappose tra loro e la corazzata. La Dhonburi incassò vari colpi di grosso calibro, ritrovandosi con la torre d'artiglieria di poppa fuori uso, la parte posteriore dello scafo semisommersa e vari incendi a bordo; ormai impossibilitata a combattere, la corazzata ruppe il contatto e si ritirò lentamente verso nord. Bérenger fece interrompere il tiro alle 07:50, e diede anche lui l'ordine di ritirarsi: inseguire la corazzata nel dedalo di isole e bassifondi era troppo pericoloso, e con il sole ormai sorto si attendevano a breve sulle navi francesi attacchi di risposta dell'aviazione thailandese.
Verso le 08:30 tutte le unità francesi avevano lasciato le acque attorno Koh Chang e stavano procedendo in mare aperto con rotta verso ovest alla velocità di 13 nodi. Una mezz'ora più tardi, i primi velivoli thailandesi arrivarono in vista della formazione: una coppia di biplani Vought O2U Corsair sganciò alcune bombe ai danni del Lamotte-Picquet, mancandolo di 200 metri, mentre poco dopo una bomba cadde a 500 metri dall'Amiral Charner. Fino alle 09:40 vari velivoli thailandesi, in coppia o isolatamente, tentarono di portarsi in posizione d'attacco, ma furono tutti dissuasi dal pesante fuoco antiaereo riversato dalle unità francesi; la formazione di Bérenger giunse quindi più tardi a Saigon senza aver riportato alcun danno. Nel mentre, il Dhonburi tentava di rientrare a Sattahip, sbandato e semisommerso; con l'intervento della nave ausiliaria Chang, che la prese a rimorchio, la corazzata fu portata a incagliare sulla costa vicino Laem Ngop. Qui infine la nave si capovolse e affondò in acque basse prima che potesse essere trainata a Sattahip.

## Conseguenze
Il bilancio dello scontro di Koh Chang, benché ancora oggetto di dibattito nella sua consistenza tra gli studiosi dei due schieramenti, fu comunque pesante per la Marina thailandese: le due torpediniere Chomburi e Songkla furono affondate mentre la Dhonburi, benché riportata a galla più avanti, non rientrò mai più in servizio e fino alla sua radiazione nel 1967 servì solo come posto di comando statico. Le perdite tra gli equipaggi thailandesi non sono note con precisione, e le stime variano da 36 morti secondo fonti thailandesi a circa 300 vittime secondo fonti francesi. A dispetto del fatto che i thailandesi rivendicassero vari centri ai danni delle navi nemiche, nessuna unità francese fu danneggiata (salvo alcune schegge di bomba piovute sul Lamotte-Picquet senza conseguenze) e nessuna perdita venne registrata tra gli equipaggi di Bérenger.
I francesi sovrastimarono non poco il loro successo, ritenendo di aver affondato non due ma tre torpediniere e di aver centrato con un siluro anche la corazzata Sri Ayuthia, in realtà arrivata a battaglia ormai finita e mai ingaggiata nello scontro. Questo portò a resoconti esageratamente ottimistici da parte del governo di Vichy (il comunicato ufficiale sosteneva che «il 17 gennaio la Marina thailandese è stata virtualmente distrutta a Koh Chang»), e le autorità francesi si servirono della battaglia come mezzo di propaganda presso le Potenze dell'Asse per dimostrare la loro determinazione nel voler conservare intatto l'impero coloniale della Francia. In realtà, la battaglia ebbe effetti strategici nulli sul conflitto: la contemporanea controffensiva terrestre, pur riuscendo a bloccare ulteriori penetrazioni dei reparti thailandesi, non era riuscita ad annullare i guadagni territoriali di Bangkok e si era risolta in un sanguinoso stallo.
Lo smacco subito dai thailandesi a Koh Chang convinse piuttosto il Giappone a intervenire nel conflitto per prevenire ulteriori umiliazioni per i suoi protetti: sotto la mediazione di ufficiali nipponici, un armistizio tra i due belligeranti venne siglato il 28 gennaio 1941 sul ponte dell'incrociatore giapponese Natori ancorato davanti Saigon; il successivo trattato di pace, siglato a Tokyo il 9 maggio seguente, fu fondamentalmente un diktat imposto dai giapponesi ai francesi, i quali dovettero cedere a favore della Thailandia varie regioni al confine con la Cambogia e il Laos.